# Чураков, Михаил Михайлович
Михаил Михайлович Чураков (1881, Москва — 1939, Москва) — русский советский архитектор, градостроитель.

## Биография
Родился в Москве в семье страхового инспектора страхового общества «Саламандра» Михаила Михайловича Чуракова (1849—1907) и Екатерины Ивановны (урождённой Дорн) (1857—1920).
Окончил МУЖВЗ, получив звание неклассного художника архитектуры, по результатам учёбы был награждён поездкой в Италию.
Потомственный почётный гражданин Москвы с 1906 года. В 1913 году вошёл в состав МАО. В 1916 году участвовал в конкурсе на проект здания Московского народного банка (проект получил 3 премию). В эти же годы выполнил проект здания Московского литературного художественного кружка.
Как работник мастерской А. В. Щусева участвовал в сооружении Казанского вокзала в Москве. В 1925 году совместно с арх. Б. А. Коршуновым выполнил проект фабрики-кухни № 1 в городе Иваново-Вознесенске, также участвовал в её планировке.
В 1930-х годах работал в архитектурно-планировочной мастерской № 10 под руководством В. Д. Кокорина, в частности спроектировал здание Института геодезической изученности на ул. Новокузнецкая. Занимался обмерами Сухаревой башни и Храма Христа Спасителя.
Выполнил проект здания Геокартохранилища на Новокузнецкой улице.
Совместно с арх. Б. Н. Жолткевичем выполнил проект Дома Наркомата связи на ул. Кирова (Мясницкая). В 1934 году выполнил проект корпусов для МЭИ в Лефортово.
Умер 17 февраля 1939 года, похоронен на Пятницком кладбище в Москве.

## Семья
Жена — Варвара Феодосьевна Чуракова (1892—1976).
Сын — Михаил Михайлович Чураков (1922—1999) — мастер архитектурной фотографии. Дочь — Лидия Михайловна Чуракова (1918—2012) — архитектор Моспроекта. Внуки — Игорь Михайлович Чураков (1949), фотохудожник, и Ирина Михайловна Чуракова-Сильверсван (1965), завотделом ГНИМА им. Щусева.
Племянник — Лев Артурович Давид (1914—1994), архитектор-реставратор. Также родственниками Михаила Михайловича являются художники-реставраторы Сергей Сергеевич Чураков (1908—1964), Степан Сергеевич Чураков (1909—1985) и Екатерина Сергеевна Чуракова(1918—2004).